# Dejene Regassa
Dejene Regassa Mootuma (arabisch ديجيني ريغاسا; * 18. April 1989) ist ein ehemaliger bahrainischer Langstreckenläufer äthiopischer Herkunft.

## Sportliche Laufbahn
Erste internationale Erfahrungen sammelte Dejenee Regassa bei den Crosslauf-Weltmeisterschaften 2010 in Bydgoszcz, bei denen er nach 36:09 min auf Rang 82 einlief. Anschließend nahm er erstmals an den Asienspielen in Guangzhou teil und belegte dort in 13:50,60 min den vierten Platz im 5000-Meter-Lauf. Im Jahr darauf erreichte er bei den Crosslauf-Weltmeisterschaften in Punta Umbría nach 35:43 min Rang 28 und siegte anschließend bei den Asienmeisterschaften in Kōbe mit neuem Meisterschaftsrekord von 13:39,71 min. Bei den Militärweltspielen in Rio de Janeiro belegte er in 13:24,27 min den sechsten Platz und scheiterte daraufhin bei den Weltmeisterschaften in Daegu mit 13:56,83 min im Vorlauf. Im Dezember gewann er dann bei den Panarabischen Spielen in Doha in 8:59,53 min die Bronzemedaille im Hindernislauf hinter dem Marokkaner Hamid Ezzine und seinem Landsmann Tareq Mubarak Taher. 2013 verteidigte er bei den Asienmeisterschaften in Pune seinen Titel über 5000 Meter in 13:53,25 min und gewann im Hindernislauf in 8:37,40 min die Silbermedaille hinter seinem Landsmann Taher. Anschließend erreichte er bei den Weltmeisterschaften in Moskau das Finale über 5000 Meter und belegte darin in 13:34,54 min den elften Platz. Ende September gewann er dann bei den Islamic Solidarity Games in Palembang in 14:09,34 min die Bronzemedaille hinter dem Aserbaidschaner Hayle İbrahimov und Ali Kaya aus der Türkei, nachdem der ursprünglich vor ihm liegende Marokkaner Othmane el-Goumri wegen eines Dopingvergehens disqualifiziert wurde. Im Jahr darauf nahm er erneut an den Asienspielen im südkoreanischen Incheon teil und wurde dort in 8:43,69 min Vierter im Hindernislauf. 2016 beendete er seine aktive sportliche Karriere in Doha im Alter von 27 Jahren.

## Persönliche Bestzeiten
- 5000 Meter: 13:20,43 min, 21. Juli 2012 in Ninove
- 3000 m Hindernis: 8:25,66 min, 17. Juli 2012 in Luzern